# Urussanga
Urussanga là một đô thị thuộc bang Santa Catarina, Brasil. Đô thị này có diện tích 237,41 km², dân số năm 2007 là 19279 người, mật độ 80,2 người/km².